# Cala Estància
Cala Estància és una platja mallorquina de sorra d'uns 220 metres de longitud per 37 d'amplada. Es troba a 11 kilòmetres a l'est del centre de Palma, situada al barri de can Pastilla (districte de Platja de Palma). Dona nom a la urbanització homònima situada a la riba d'aquesta cala. És molt freqüentada per banyistes degut a que es troba propera a la ciutat de Palma i de s'Arenal. Les seves sorres són blanques i les seves aigües poc profundes i molt tranquil·les, gràcies a que es troba protegida per dos esculleres, fet que es aprofitat per algunes embarcacions per fer-hi fondeig. Compta amb servei de dutxes, banys, aparcament urbà i accés per a minusvàlids.